# 4,5-Dinitroveratrol
4,5-Dinitroveratrol ist eine chemische Verbindung, die sowohl zu den Dimethoxybenzolen als auch zu den Nitroaromaten gehört.

## Darstellung
Eine Synthese geht vom Veratrol aus, das mit Salpetersäure und Schwefelsäure zum 4,5-Dinitroveratrol nitriert wird.
Vollständige Methylierung von 4,5-Dinitrobrenzcatechin führt auch zum 4,5-Dinitroveratrol.